# Шаврово (Псковская область)
Шаврово — деревня в Торошинской волости Псковского района Псковской области России.
Расположена в 14 км к северо-востоку от Пскова и в 6 км к юго-западу от деревни Торошино.
Численность населения деревни по состоянию на 2000 год составляла 12 человек.